# Prato Feito das Ruas
Prato Feito das Ruas, também conhecido como PF das Ruas, é um projeto social que serve marmitas para pessoas em situação de vulnerabilidade social no Centro de Porto Alegre.

## Ações
O projeto reúne dezenas de voluntários aos sábados pela manhã, embaixo do Viaduto Imperatriz Leopoldina, na Avenida João Pessoa, para servir mais de mil marmitas de café da manhã e almoço para centenas de pessoas.
Enquanto as refeições são preparadas e servidas, médicos, enfermeiros, fisioterapeutas, psicólogos, veterinários e barbeiros oferecem atendimento voluntário à população. O projeto também colabora com campanhas de vacinação e de testes para ISTs realizadas pelo SUS.

## História

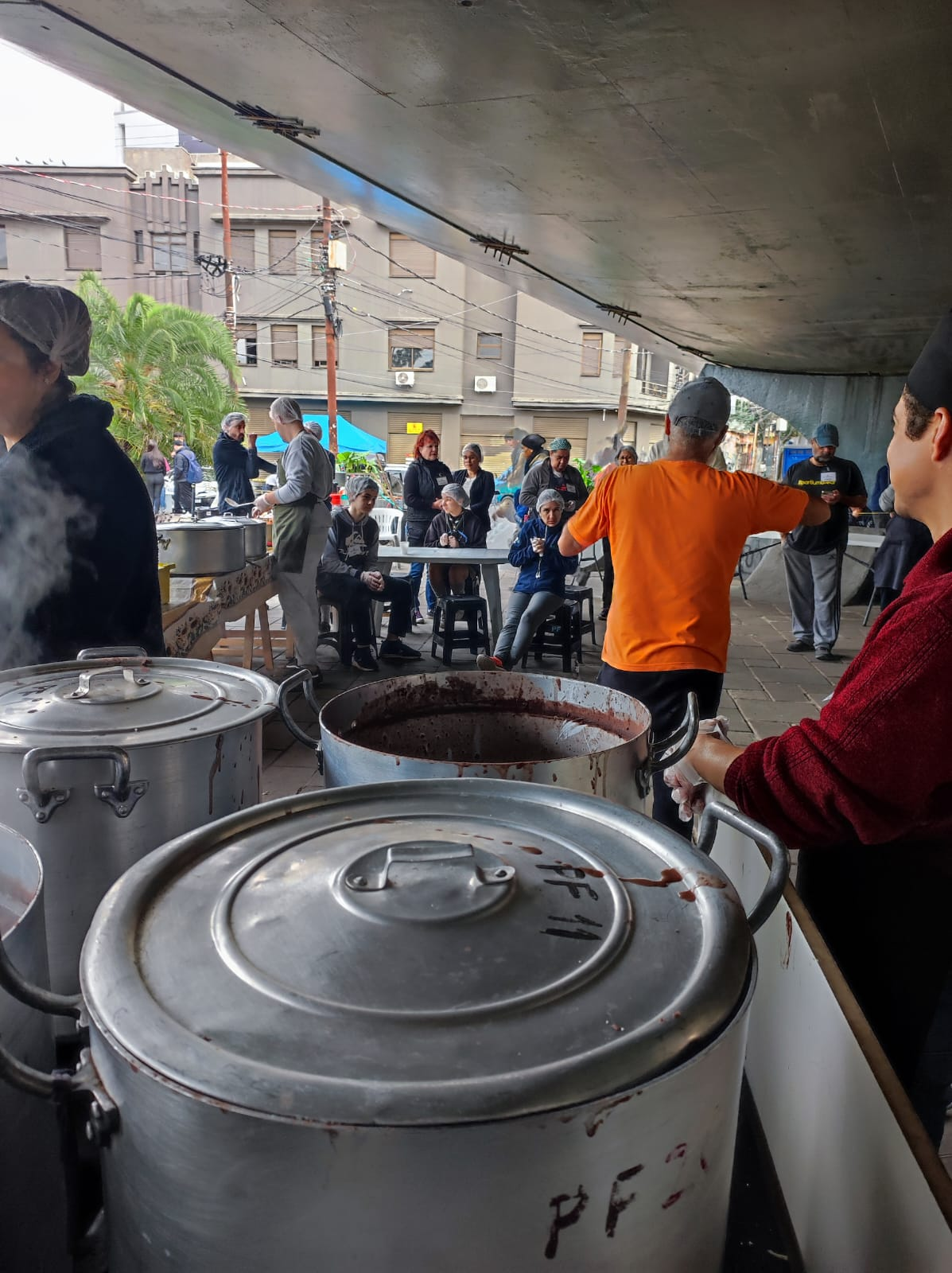
Voluntários e panelas utilizadas para cozinhar o alimento distribuído

O PF das Ruas foi formado por um grupo de cinco amigos, que decidiram utilizar o Viaduto Imperatriz Leopoldina como local para a distribuição de marmitas por conta do grande número de pessoas que circulam por lá. Sua primeira ação como PF das Ruas foi realizada no dia 27 de agosto de 2016, distribuindo 50 marmitas.
Em janeiro de 2023, sob o comando de Sebastião Melo, a prefeitura de Porto Alegre concedeu o espaço de atuação do grupo à iniciativa privada, para a instalação de um conteiner destinado a ser uma lanchonete. Por conta das incertezas sobre a possibilidade de permanência no local, foi realizado um abaixo-assinado para que as ações pudessem continuar acontecendo no vão do viaduto na Avenida João Pessoa.
Em agosto de 2023 foi realizada uma festa em comemoração ao aniversário de 7 anos do projeto. Na ocasião, mais de 1,9 mil marmitas com galeto, salada de batata e risoto e mais de 2 mil fatias de bolo foram distribuídas.